# Сидун Вадим Васильович
Вадим Васильович Сидун (нар. 10 лютого 2005, Київ, Україна) — український футболіст, нападник львівських «Карпат», який на правах оренди грає в тернопільській «Ниві».

## Життєпис
Народився в Києві. У ДЮФЛУ з 2015 по 2022 рік виступав за «Ковель-Волинь» та «ВІК-Волинь».
Наприкінці серпня 2022 року підписав свій перший професійний контракт, з «Карпатами». У футболці львівського клубу дебютував 1 жовтня 2022 року в переможному (2:1) домашньому поєдинку 6-го туру групи А Першої ліги України проти франківського «Прикарпаття». Вадим вийшов на поле на 80-й хвилині замість Дениса Кожанова. У сезоні 2022/23 років виходив на поле нерегулярно, провів 3 поєдинки у Першій лізі. Наступного сезону грав за першу команду частіше, провів 5 поєдинків у Першій лізі та 1 — у кубку України. Натомість регулярно грав за резервну команду «левів», яка була заявлена на Другу лігу України. Саму за «Карпати-2» й відзначився першими голами в дорослому футболі, 7 серпня 2023 року на 66-й та 70-й хвилинах переможного (5:0) виїзного поєдинку 1-го туру Другої ліги України проти львівського «Руху-2». Сидун вийшов на поле в стратовому смкладі, а на 75-й хвилині його замінив Артем Копил. У сезоні 2023/24 років у Другій лізі України відзначився 7-ма голами в 21-му матчі.
У Прем'єр-лізі України дебютував 3 серпня 2024 року в нічийному (0:0) виїзному поєдинку 1-го туру проти рівненського «Вереса». Вадим вийшов на поле на 90+1-й хвилині замість бразильського нападника Ігора Невеса.

## Досягнення
«Карпати» (Львів)
- Перша ліга України
  -  Срібний призер (1): 2023/24